# Pangur Bán
Pangur Bán – wiersz staroirlandzki z IX wieku, powstały w opactwie Reichenau lub w jego okolicy. Napisany przez irlandzkiego mnicha tekst opowiada o kocie Pangur Bánie, czyli Białofilcu. Spekuluje się, że autorem poematu mógł być Seduliusz Szkot.
Wiersz jest zawarty w manuskrypcie Reichenau Primer, którzy przechowywany jest w benedyktyńskim opactwie św. Pawła w Lavanttal w Austrii.
Postać kota Pangur Bana występuje w filmie animowanym Sekret księgi z Kells, wyprodukowanym przez Cartoon Saloon w 2009 roku.